# SK Beerse
SK Beerse was een voetbalclub uit Beerse in de Belgische provincie Antwerpen. De club sloot in 1979 aan bij de KBVB met stamnummer 8649.
In 1999 diende de club zijn ontslag bij de KBVB in en verdween.

## Geschiedenis
SK Beerse sloot zich in mei 1979 aan bij de KBVB. De club was voordien al actief als liefhebbersclub.
Men koos voor rood en blauw als clubkleuren. 
Tussen 1979 en 1997 speelde SK Beerse in Vierde Provinciale.
In 1997 promoveerde de club naar Derde Provinciale, een jaar later mocht men naar Tweede Provinciale.
Dat bleek voor de bescheiden club te hoog gegrepen en SK Beerse eindigde als allerlaatste met slechts één overwinning in het hele seizoen. Men incasseerde op dertig wedstrijden 163 tegendoelpunten.
Bovendien kreeg de club te maken met terreinmoeilijkheden omdat het terrein was verkocht en de club van de nieuwe eigenaar moest vertrekken. Het bestuur onder leiding van voorzitter Marc Vleugels besloot de club op te doeken.